# SM Tb 56T
SM Tb 56T – austro-węgierski torpedowiec z początku XX wieku i okresu I wojny światowej, siódma jednostka typu Kaiman. Do 1913 roku nosił nazwę Delphin, następnie oznaczenie 56T, a od roku 1917 sam numer 56 (skrót SM Tb oznaczał Seiner Majestät Torpedoboot – torpedowiec Jego Cesarskiej Mości).

## Budowa
Stępkę pod budowę okrętu położono w stoczni Stabilimento Tecnico Triestino (STT) 12 maja 1906 roku, kadłub wodowano 29 listopada tego roku, a okręt oddano do służby 15 czerwca 1907 roku (wraz z bliźniaczymi „Wal” i „Seehund”). Początkowo nosił nazwę „Delphin” (delfin), lecz od 1 stycznia 1914 roku zastąpiono ją przez alfanumeryczne oznaczenie 56T (litera „T” oznaczała, że okręt zbudowano w Trieście). Rozkazem z 21 maja 1917 roku z oznaczeń torpedowców usunięto ostatnią literę i do końca wojny nosił on tylko numer 56. 

## Opis
Okręt posiadał dwa kotły parowe typu Yarrow i jedną pionową czterocylindrową maszynę parową potrójnego rozprężania. Okręt uzbrojony był w cztery armaty kalibru 47 mm L/33 (po dwie na każdej z burt) oraz trzy wyrzutnie torped kalibru 450 mm. W 1915 roku uzbrojenie wzmocniono pojedynczym karabinem maszynowym Schwarzlose 8 mm.

## Służba
Okręt brał udział w I wojnie światowej. Pełnił m.in. służbę patrolową i konwojową na wodach Austro-Węgier, a także uczestniczył w akcjach floty. Po wypowiedzeniu wojny przez Włochy, 24 maja 1915 roku osłaniał pancernik „Radetzky”, który zbombardował most kolejowy w Porto Potenza Picena na południe od Ankony. 8 września 1915 roku w składzie zespołu 1. Flotylli Torpedowej brał udział w rozpoznaniu obecności wojsk włoskich na wyspach Pelagosa, po czym odholował do bazy storpedowany przez okręt podwodny torpedowiec 51T. 
Po wojnie okręt w ramach podziału floty Austro-Węgier przekazano Wielkiej Brytanii, która sprzedała go w 1920 roku włoskiej stoczni złomowej.